# Lac de Capitello

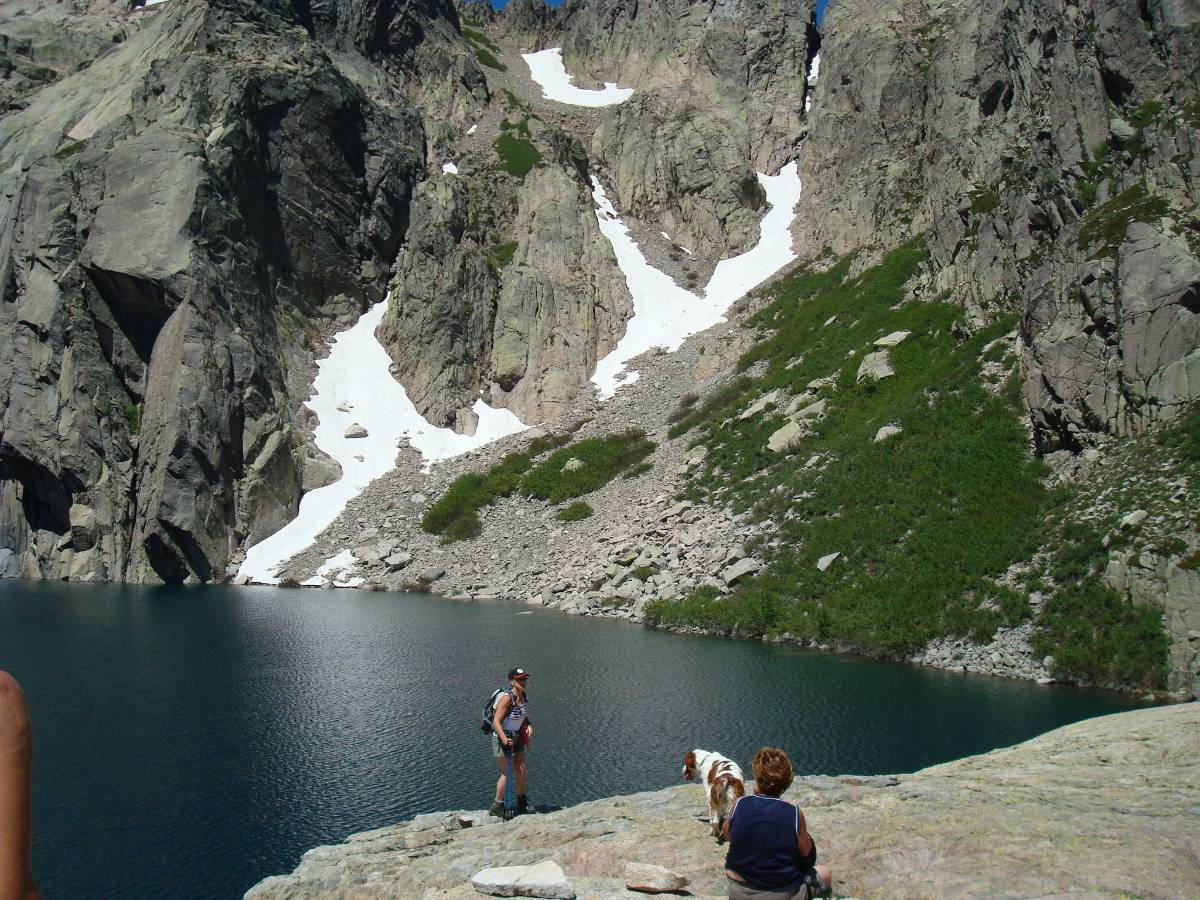
Jezioro Capitello na początku lata

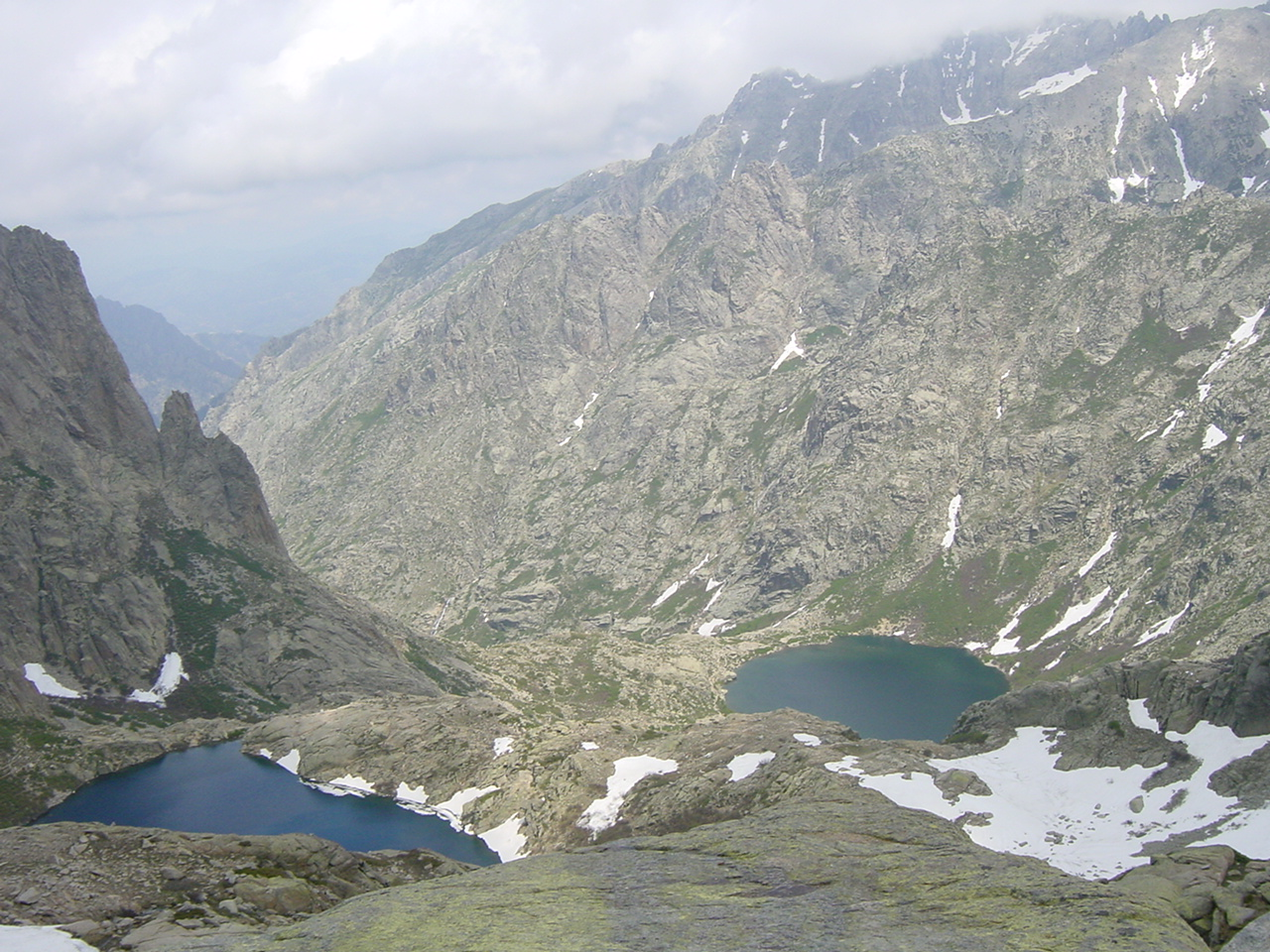
Jeziora: Capitello (po lewej) i Melo (po prawej)

Lac de Capitello (cos lavu di Capitellu) – jezioro górskie na Korsyce, najgłębszy naturalny zbiornik słodkowodny na tej wyspie.

## Położenie
Jezioro Capitello leży w centralnej części wyspy, w departamencie Górna Korsyka (choć tuż przy samej granicy Korsyki Południowej). Położone jest w masywie Monte Rotondo, ok. 3,8 km na zachód od szczytu Monte Rotondo. Znajduje się w strefie wysokogórskiej, jego lustro leży na wysokości 1930 m n.p.m., 219 m powyżej poziomu lustra wody Lac de Melo. Zajmuje kocioł polodowcowy, stanowiący najwyższe piętro doliny potoku Restonica. Wznoszące się nad nim od południowego zachodu szczyty Punta alle Porte (2313 m n.p.m.) i Pointe des Septs Lacs (2266 m n.p.m.) leżą w głównym grzbiecie wododziałowym wyspy, biegnącym z północy na południe. Jezioro znajduje się w granicach rezerwatu przyrody Masywu Monte Ritondu (fr. Réserve naturelle du Massif du Monte Ritondu).

## Charakterystyka
Lac de Capitello jest jeziorem polodowcowym. Wypełnia kar lodowcowy, otoczony szczytami wznoszącymi się na wysokość 1950–2266 m n.p.m. Ma kształt zbliżony do kropli o wymiarach 330 x 230 m, o dłuższej osi leżącej w kierunku północny wschód – południowy zachód. Posiada dość wyrównaną linię brzegową. Na większości obwodu jeziora zbocza opadają ku tafli wody pionowymi urwiskami skalnymi, na skutek czego nie jest możliwe obejście go dookoła. Jest najgłębszym jeziorem górskim na Korsyce, a ze swoją powierzchnią 5,5 ha - czwartym co do wielkości naturalnym jeziorem tej wyspy.
Pomimo niezbyt wysokiego położenia ekspozycja cyrku lodowcowego ku północnemu wschodowi sprawia, że pokrywa lodowa na jeziorze utrzymuje się zwykle nieco ponad 8 miesięcy.
Przez większą część roku Lac de Capitello jest jeziorem bezodpływowym. Nadwyżki wody z topnienia śniegów przelewają się wiosną i wczesnym latem przez próg misy jeziornej w kierunku północno-wschodnim i spływają do położonego niżej jeziora Melo, stanowiąc wówczas rzeczywiste źródło potoku Restonica.

## Nazwa
Nazwa jeziora pochodzi od nazwy dominującego nad nim od północnego zachodu skalistego szczytu Capitello (2245 m n.p.m.)

## Turystyka
Jezioro uznawane jest za jedno z najpiękniejszych jezior górskich Korsyki i stanowi pożądany cel wycieczek. Grzbietem ograniczającym kar wypełniony jeziorem Capitello od południa i południowego zachodu, w odległości zaledwie ok. 300 m od jego brzegów, przebiega główny szlak turystyczny Korsyki GR 20. Zejście ze szlaku do jeziora jest możliwe z przełączki (ok. 2090 m n.p.m.) w owym grzbiecie, położonej nieco na zachód od szczytu Punta alle Porte (2123 m n.p.m.), jednak jest ono dość trudne i niezbyt często wykorzystywane. Z reguły jezioro odwiedzane jest „od dołu”, łatwiejszą ścieżką wiodącą z doliny Restonica obok leżącego niżej jeziora Melo. Dostępny jest fragment jego północnego brzegu. Ze względu na położenie jeziora w granicach rezerwatu przyrody biwakowanie nad nim jest zabronione.